# 諾拉·穆罕默德
諾拉·穆罕默德（Noura Mohamed，1998年3月5日—）是一名埃及擊劍運動員，主攻鈍劍項目。她曾獲得非洲擊劍錦標賽女子團體鈍劍冠軍。

## 外部連結
- FIE（页面存档备份，存于）